# Ryan (Iowa)
Ryan es una ciudad ubicada en el condado de Delaware en el estado estadounidense de Iowa. En el Censo de 2010 tenía una población de 361 habitantes y una densidad poblacional de 324,9 personas por km².

## Geografía
Ryan se encuentra ubicada en las coordenadas 42°21′9″N 91°29′7″O / 42.35250, -91.48528. Según la Oficina del Censo de los Estados Unidos, Ryan tiene una superficie total de 1.11 km², de la cual 1.11 km² corresponden a tierra firme y (0%) 0 km² es agua.

## Demografía
Según el censo de 2010, había 361 personas residiendo en Ryan. La densidad de población era de 324,9 hab./km². De los 361 habitantes, Ryan estaba compuesto por el 99.17% blancos, el 0% eran afroamericanos, el 0% eran amerindios, el 0% eran asiáticos, el 0% eran isleños del Pacífico, el 0% eran de otras razas y el 0.83% pertenecían a dos o más razas. Del total de la población el 0% eran hispanos o latinos de cualquier raza.